# Уилям Ърскин
Сър Уилям Аугъстъс Форбс Ърскин (на английски: Sir William Augustus Forbes Erskine) е британски дипломат, пълномощен министър на Великобритания в България от 1921 до 1928 година.
Той е рицар на Великия кръст от Ордена на „Св. Михаил“ и „Св. Георги“.

## Биография
Уилям Ърскин е роден на 30 октомври 1871 година в Алоа, Шотландия, в семейството на Уолтър Хенри Ърскин, 13-и граф на Кели. Образованието си получава в Итън Колидж и Модлин Колидж, Оксфорд. Жени се през 1908 година.
Получава първото си дипломатическо назначение като делегат за международната комисия в Атина през 1913 година. Шарже д'афер е там (1914) и в Рим (1917). От 1919 до 1921 година е пълномощен министър в Куба, Доминиканската република и Хаити.
След това е пълномощен министър в България (1921 – 1928). През 1927 – 1928 година при изострянето на отношенията между България и Югославия Ърскин настоява пред българските власти за по-ефикасни мерки срещу дейността на ВМРО в България.
От 1928 до 1934 година е пълномощен министър в Полша. Умира на 17 юли 1952 година.